# El Correo Gallego
El Correo Gallego es un diario español que se publica en Santiago de Compostela. Fundado en Ferrol en 1878, es el periódico de la capital de Galicia y la quinta cabecera más antigua de España.

## Historia
El Correo Gallego fue fundado en Ferrol el 1 de agosto de 1878, cuando el marino José María Abizanda y San Martín sacó a la calle de la ciudad de la que acabaría siendo alcalde el primero de los números de una cabecera que nacía, como la voluntad de su propio primer editor, “sin ninguna promesa anterior que cumplir, sin ningún agravio viejo que vengar y sin ninguna pasión mezquina que satisfacer”. 
Siguió editándose tras el estallido de la Guerra civil, siendo adquirido por Juan Sáenz-Díez García hacia finales de 1936. En 1938 el diario se fusionó con El Eco de Santiago y trasladó su sede a Santiago de Compostela. donde se edita hasta el día de la fecha. Sáenz-Díez puso como director de la publicación al periodista carlista José Goñi Aizpurúa y adquirió nueva maquinaria para la publicación del diario. El 1 de diciembre de 1967 el diario se unió con el vespertino compostelano La Noche -también perteneciente al mismo grupo , Editorial Compostela- y a partir de entonces pasó a publicarse con carácter vespertino. 
No obstante, el 27 de diciembre de 1968 volvió a aparecer El Correo Gallego como periódico matutino. El 6 de enero de 1994 la empresa editora publicó el primer diario en gallego de la historia, O Correo Galego, como un regalo de Reyes Magos a los lectores, que nueve años después se reconvertiría en Galicia Hoxe, en el mismo idioma.
En sus 145 años de contacto ininterrumpido con sus lectores, ha logrado hitos como la alianza durante dos décadas con El Mundo, ser citado en varias oportunidades por el New York Times y considerado el diario mejor diseñado de España y Portugal en la franja de periódicos regionales entre 20 000 y 60 000 ejemplares. Recibió más de trescientos premios por el trabajo de todos sus periodistas, editó centenares de libros que hicieron historia, organizó grandes foros y entre otros, publicó en exclusiva textos de Camilo José Cela, ganador del Premio Nobel de Literatura.

## Secciones destacadas
El periódico cuenta con variadas secciones que abarcan tanto la información del área de Compostela como del resto de Galicia, España y el mundo. Entre ellas se destaca la distribución de la información para cada área de Galicia y los apartados Protagonistas, Tendencias, Panorama y Deportes. También tienen amplia difusión los artículos de libre opinión y el Suplemento Dominical.

## Edición número 50000
El 16 de junio de 2020 El Correo Gallego celebró el número 50 000 con una edición especial que quedará por siempre para el recuerdo. Casi 300 páginas con fotografías históricas y testimonios exclusivos, aplaudidas hasta por el rey Felipe VI.

## Premios recibidos
Entre otros muchos premios, trabajadores y la propia empresa poseen el Ortega y Gasset de Periodismo, el Reina Sofía de Drogodependencia, la Medalla al Mérito Empresarial por unanimidad del Ayuntamiento compostelano y la Insignia de Oro de la Universidad de Santiago de Compostela. El más reciente (10 de diciembre de 2020) ha sido el Premio a la Excelencia Empresarial, otorgado por el Club Financiero de Santiago.